# مركبات إطلاق سبيس إكس

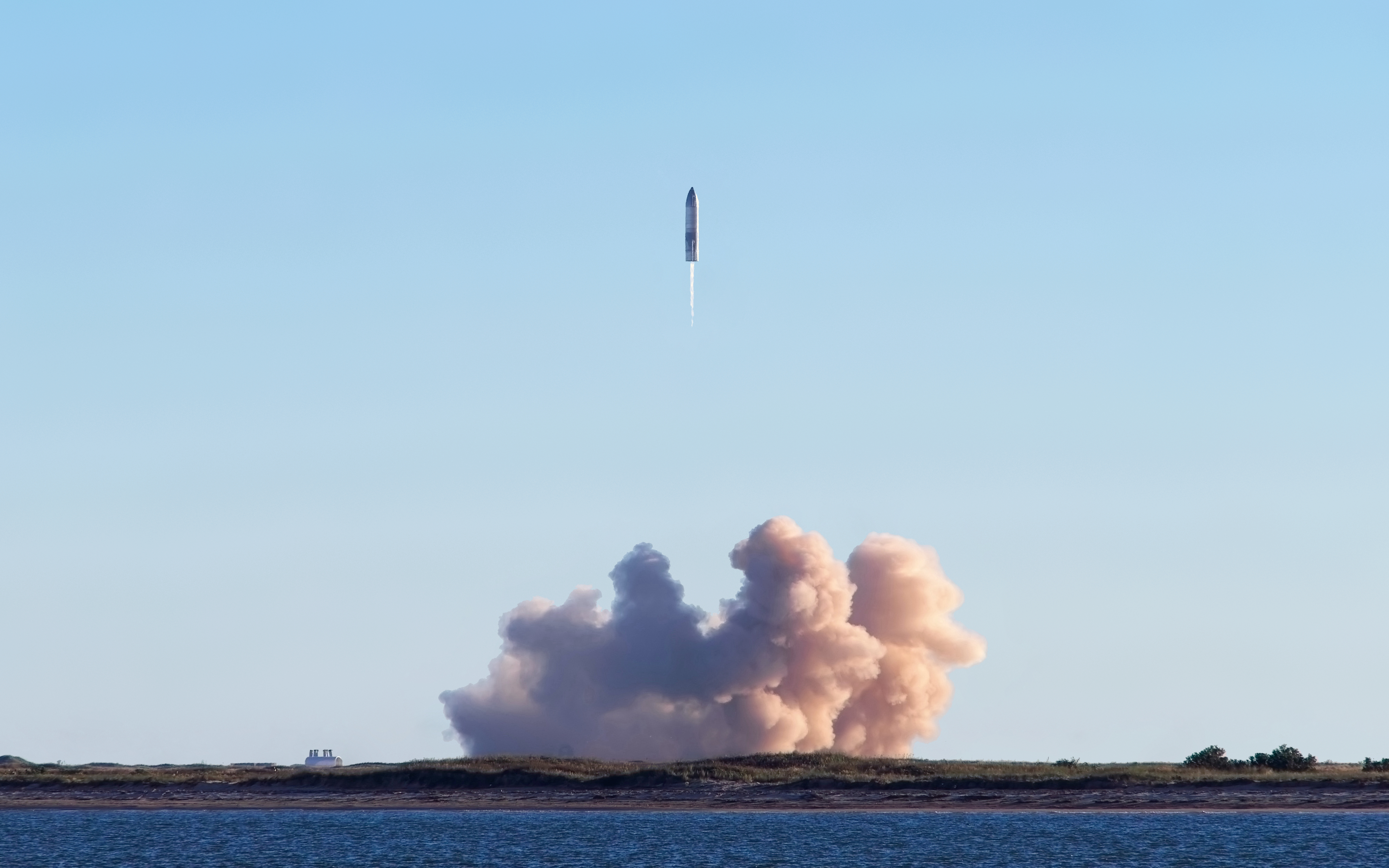

تصنع سبيس إكس مركبات الإطلاق من أجل تشغيل مزودها لخدمة الإطلاق ولتنفيذ أهدافها المتنوعة في الاستكشاف. تصنع سبيس إكس وتشغِّل في الوقت الحالي عائلة مركبات الإطلاق ذات الحمولة المتوسطة فالكون 9 كامل الدفع، وعائلة مركبات الإطلاق ذات الحمولة الثقيلة فالكون هيفي. تُستخدم محركات سبيس إكس ميرلين الصاروخية في دفع كلا النوعين، وتُستخدم تقنيات الإطلاق العمودي والهبوط العمودي (في تي في إل) لإعادة استخدام المرحلة الأولى. واعتبارًا من عام 2019، بدأت الشركة بتطوير نظام الإطلاق ستارشيب القابل لإعادة الاستخدام بشكل كامل، والذي سيأخذ مكان فالكون 9 وفالكون هيفي.
كان صاروخ فالكون 1 من ضمن عائلة مركبات الإطلاق الأولى لسبيس إكس، ومركبة الإطلاق الأولى ذات الوقود السائل المُطورة بشكل خاص للإطلاق في المدار، واستعمل هذا الصاروخ محركات سبيس إكس ميرلين  وكيستريل في مرحلتيه الأولى والثانية على التوالي. أُطلق خمس مرات من جزيرة أومليك بين عامي 2006 و2009، جرى التخطيط لبدائل متمثلة في صاروخي فالكون 1إي، وفالكون 5 لكن لم يجري تطويرها أبدًا. طُوِّرت سلسلة مركبات الإطلاق فالكون 9 في1.0 التي تستخدم محركات ميرلين المُطورة في كلا مرحلتيها بمثابة جزء من برنامج القوات الجوية الأمريكية لمركبات الإطلاق المستهلكة المتطورة، وبرنامج ناسا لخدمات النقل التجاري المداري. أُطلقت لأول مرة من كيب كانافيرال في عام 2010، واستُبدلت فيما بعد بسلسلة فالكون 9 في1.1 في عام 2013، والتي أُطلقت أيضًا من قاعدة فاندنبرغ الجوية. وتبعها البدائل فالكون 9 كامل الدفع، وفالكون هيفي في عامي 2015 و2018، وأُطلق كلاهما من مركز كينيدي للفضاء بالإضافة إلى كيب كانافيرال وقاعدة فاندنبرغ الجوية.

## التسمية
أعلن المدير التنفيذي لسبيس إكس إيلون مسك أنّ سبب تسمية فالكون1، وفالكون9، وفالكون هيفي هي تيمنًا بالمركبة الفضائية ميلينيوم فالكون من سلسلة أفلام حرب النجوم.

## مركبات الإطلاق الحالية

### فالكون 9 «كامل الدفع»
إنّ الإصدار «كامل الدفع» من فالكون هو إصدار مطور من فالكون 9 في1.1. استُخدم للمرة الأولى في 22 ديسمبر من عام 2015 لإطلاق قمر الاتصالات الاصطناعي «أو أر بي سي أو إم إم-2» من منصة الإطلاق إس إل سي في كيب كانافيرال.
جرى تحسين المرحلة الأولى عن طريق تزويدها بخزان أكبر للأوكسجين السائل، معبّأ بالمواد الدافعة ذات التبريد الدوني للسماح بوجود كتلة أكبر من الوقود في نفس حجم الخزان. جرى تمديد المرحلة الثانية أيضًا بشكل يتناسب مع سعة خزان الوقود الأكبر. قدمت هذه التحسينات زيادة في الأداء بنسبة 33% إذا ما قورن بالصاروخ السابق. جرى إطلاق خمسة بدائل فرعية، وحدها المرحلة الثانية فالكون 9 بلوك 5 (المرحلة الثانية في مركبات الإطلاق ذات الحمولة المتوسطة) من بقيت قيد الاستخدام.

### فالكون هيفي
إنّ فالكون هيفي (إف إتش) عبارة عن مركبة إطلاق فضائية ذات حمولة ثقيلة جدًا صممتها وصنعتها سبيس إكس. فالكون هيفي هو البديل عن مركبة الإطلاق فالكون 9، ويشمل أول ثلاثة مراحل من فالكون 9: النواة المركزية المُعززة، والمعززان الجانبيان الإضافيان. صُممت المعززات الثلاثة لتكون قابلة للاسترجاع ولإعادة الاستخدام. استُرجع المعززان الجانبيان المخصصان للرحلة الأولى لفالكون هيفي من مهمتين سابقتين لفالكون 9. أطلقت سبيس إكس فالكون هيفي بنجاح في 6 فبراير عام 2018، ناقلًا حمولة تتضمن سيارة إيلون مسك تيسلا رودستار (مشغلة أغنية «حياة على المريخ؟ لديفيد بوي) في مسار يوصل إلى مدار المريخ.

## التقاعد

### فالكون 1
إنّ فالكون 1 عبارة عن صاروخ صغير قابل لإعادة الاستخدام بشكل جزئي، ويملك القدرة على الوصول إلى عدة مئات من الكيلومترات في مدار الأرض المنخفض. جرى توظيفه بمثابة منصة تجريبية لتطوير مفاهيم ومكونات الصاروخ الأكبر فالكون 9. أُطلقت الرحلات الأولى لفالكون 1 من موقع اختبار ريغان التابع لحكومة الولايات المتحدة في جزيرة كواجلاين المرجانية في المحيط الهادي، ومثلت هذه الرحلات المحاولة الأولى لإطلاق صاروخ من الأرض إلى مدار اعتبارًا من ذلك الموقع.
في 26 مارس عام 2006، فشلت رحلة فالكون 1 الأولى بعد ثوانٍ من مغادرتها منصة الإطلاق بسبب تمزق خط الوقود. أُطلقت الرحلة الثانية بعد عام في 22 مارس عام 2007 وانتهت بالفشل أيضًا، بسبب مشكلة في استقرار اللّف، والتي سببت توقف المستشعرات تلقائيًا في محرك المرحلة الثانية ميرلين. استخدمت رحلة فالكون 1 الثالثة نظام تبريد استرجاعي جديد في محرك المرحلة الأولى ميرلين، وتأخرت الرحلة 17 شهرًا تقريبًا بسبب تطوير المحرك. تبين أنّ نظام التبريد الجديد هو السبب الرئيسي في فشل المهمة، بسبب اصطدام المرحلة الأولى بجرس محرك المرحلة الثانية أثناء الانتقال بين المرحلتين، وهذا بسبب الدفع الفائض الذي وفرته المادة الدافعة المتبقية من نظام التبريد ذات قدرة الدفع العالية. نجح فالكون 1 في الوصول إلى المدار من محاولته الرابعة في 28 سبتمبر عام 2008، ليصبح الصاروخ الأول ذات الوقود السائل والتمويل الخاص الذي يقوم بذلك. حمل فالكون 1 حمولته التجارية الأولى والوحيدة الناجحة إلى المدار في 13 يوليو عام 2009، وكانت هذه المحاولة الخامسة. لم تُجرى أي محاولات لإطلاق فالكون 1 منذ عام 2009، ولم تعد سبيس إكس تقوم بحجوزات الإطلاق بالنسبة لفالكون 1 من أجل تركيز مصادر الشركة على مركبة الإطلاق الأكبر فالكون 9 الخاصة بها، بالإضافة إلى مشاريع التطوير الأخرى.

### فالكون 9 في1.0
كان فالكون 9 في1.0 الذي طوِّر بين عامي 2005 و2010 النسخة الأولى من مركبة الإطلاق فالكون 9، وأُطلق للمرة الأولى في عام 2010. قام فالكون 9 في1.0 بخمسة رحلات بين عامي 2010 و2013، وبعدها انتهت خدمته.

### فالكون 9 في 1.1
أعلنت سبيس إكس في 8 سبتمبر عام 2005 عن تطوير صاروخ فالكون 9، وكان هذا التطوير يضم تسعة محركات من طراز ميرلين خاصة بالمرحلة الأولى من الإطلاق. يُشكِّل التصميم مركبة من فئة مركبات الإطلاق المستهلكة المتطورة (إي إي إل في)، تهدف إلى منافسة صواريخ الإطلاق دلتا 4 وأطلس 5، بالإضافة لمركبات الإطلاق من دول أخرى أيضًا. صُممت كلتا مرحلتي الإطلاق لتكون قابلة لإعادة الاستخدام. جرى تصور صاروخ فالكون 5 ذات تصميم مماثل ليكون مناسبًا ما بين فالكون 1 وفالكون 9، ولكن انصب التطوير للتركيز على فالكون9. طُوّرت النسخة الأولى من فالكون 9، فالكون 9 في1.0 بين عامي 2005 و2010، وحلقت في خمس رحلات مدارية بين عامي 2010 و 2013. جرى إنهاء خدمة النسخة الثانية من نظام مركبات الإطلاق –فالكون 9 في1.1- في هذه الأثناء.
طُوِّر فالكون 9 في1.1 بين عامي 2010 و2013، وحلق في رحلته الأولى في سبتمبر عام 2013. كان الصاروخ فالكون 9 في1.1 أثقل ب60% من النسخة في1.0من فالكون 9، وذات طاقة دفع أعلى ب60% أيضًا. تضمن هذا الصاروخ محركات مرحلة أولى مُعادة الترتيب، وخزانات وقود أطول بنسبة 60%، وهذا ما يجعلها أكثر عرضة للالتواء أثناء الطيران. جرى تحديث المحركات نفسها إلى محركات أكثر قوة من طراز ميرلين 1دي. زادت هذه التحسينات سعة الحمولة من 9000 كيلو غرام (20000 رطل) إلى 13150 كيلو غرام (28990 رطل).
أُعيد تصميم نظام فصل المراحل، وقًلل عدد نقاط الارتباط من اثنتي عشر إلى ثلاثة، وجرى تحديث إلكترونيات الطيران والبرمجيات أيضًا.
كان من المفترض أن تُستخدم المرحلة الأولى الجديدة بمثابة معززين جانبيين في مركبة الإطلاق فالكون هيفي.
اشترت الشركة مرافق اختبار شركة بيل أيروسبيس  متوقفة النشاط في ماكغريغور ، تكساس، حيث رممت منصة الاختبار الأكبر بين مرافق اختبار فالكون 9. في 22 نوفمبر عام 2008، اختبرت المنصة محركات ميرلين 1سي التسعة الخاصة بفالكون 9، والتي حررت قوة دفع تساوي 770000 رطل ثقلي (3400 كيلو نيوتن)، وهي أقل بكثير من قدرة المنصة التي تبلغ 3300000 رطل ثقلي (15000 كيلو نيوتن).